# کلیسای تسوغروغاشن
کلیسای تسوغروغاشن (ارمنی: Ծուղրուղաշենի եկեղեցի؛ انگلیسی: Tsughrughasheni Church) یک کلیسا متعلق به کلیسای حواری ارمنی واقع در شهرداری بولنیسی،  گرجستان می‌باشد. ساخت و ساز این ساختمان در سال ۱۲۲۲ میلادی؛ به پایان رسید. این بنا به سبک معماری ارمنی طراحی شده است.

## نگارخانه

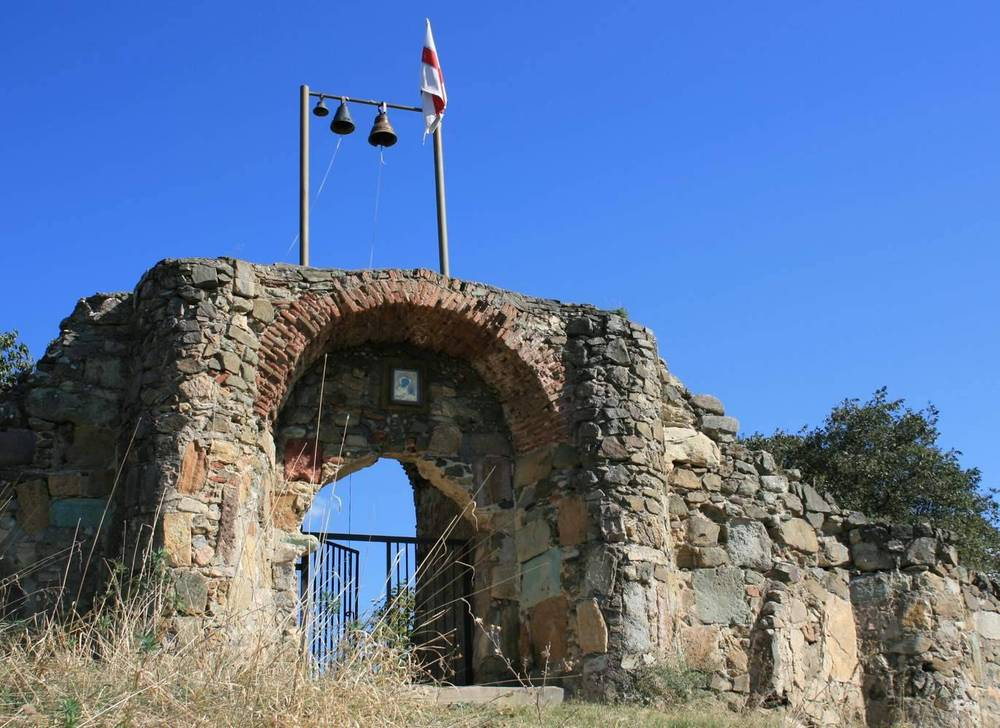
Church gate
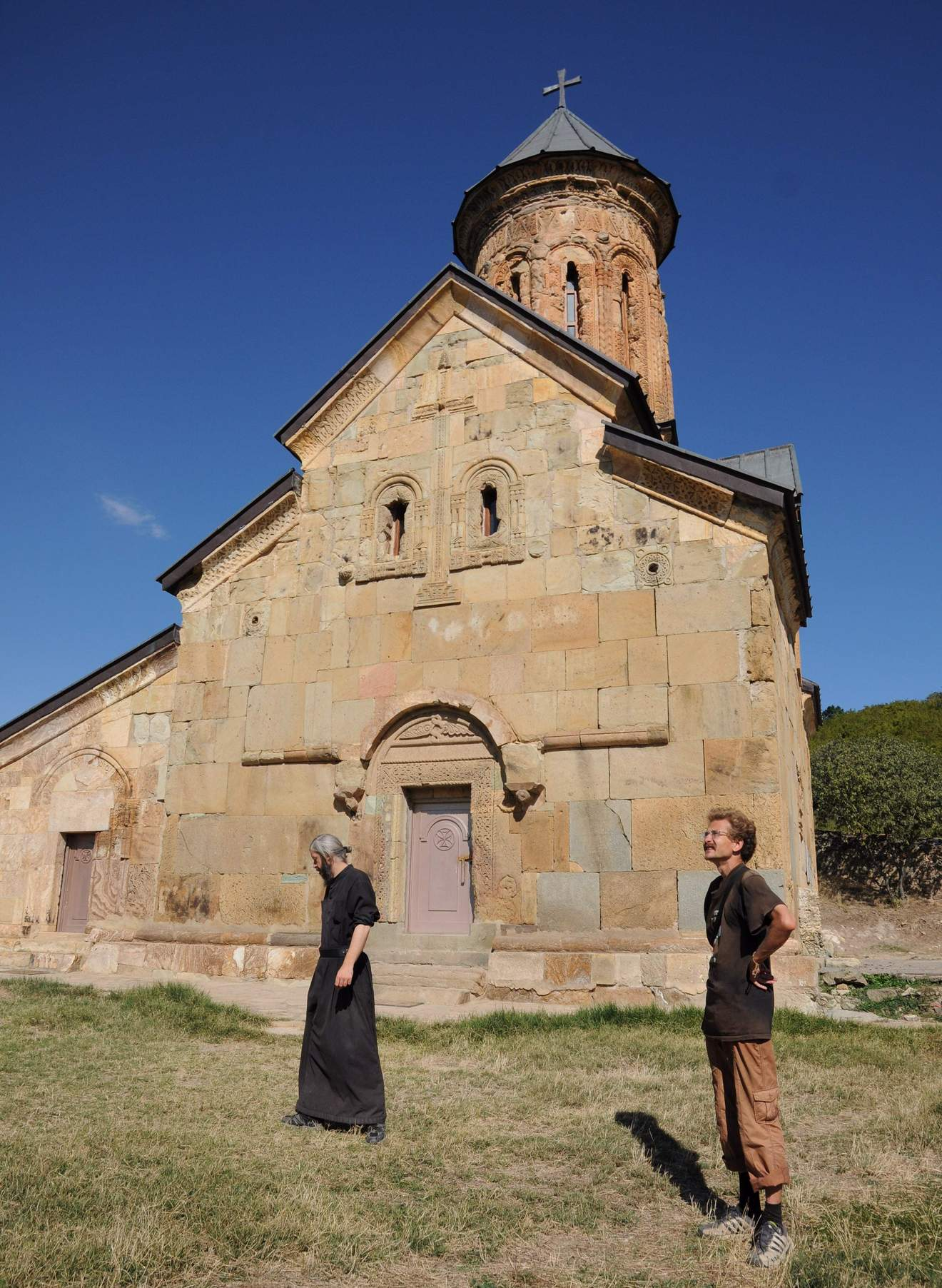
Tsughrughasheni Church
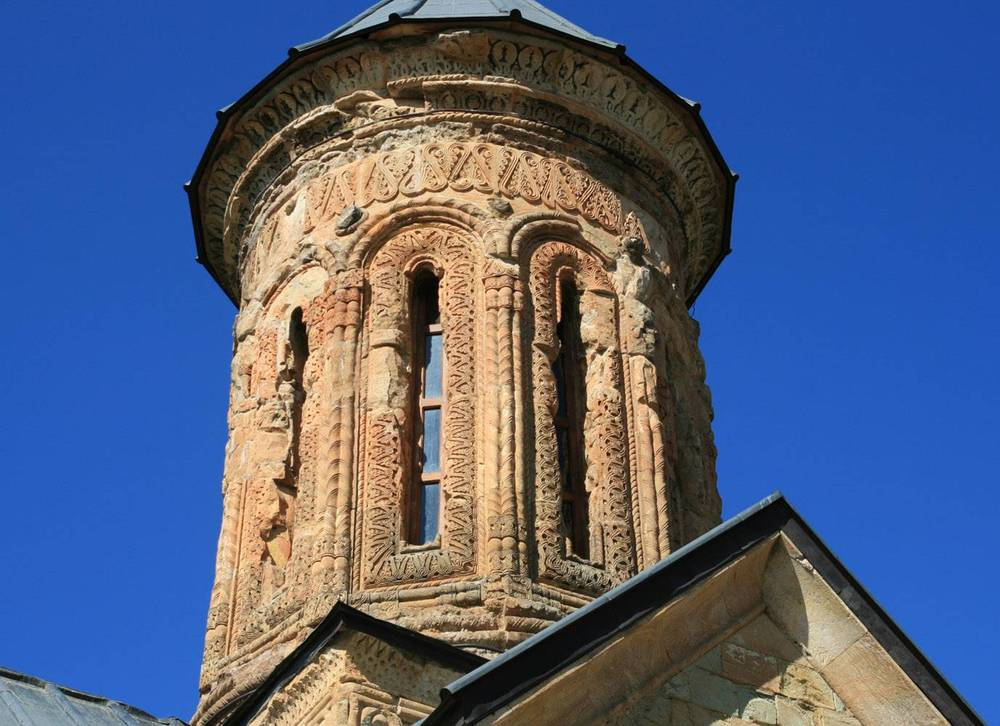
Exterior detail of the drum.
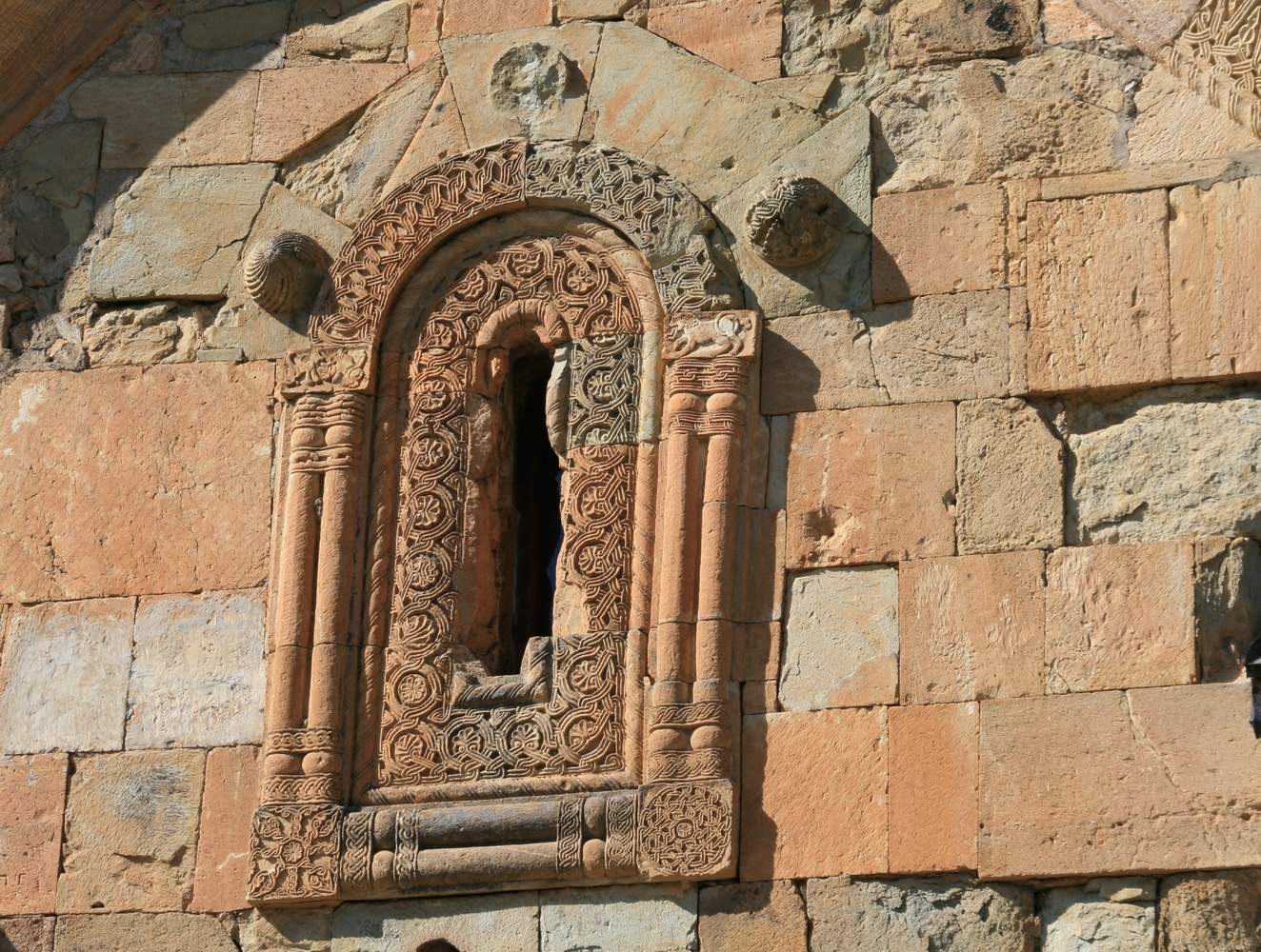
Window on the southern exterior facade.
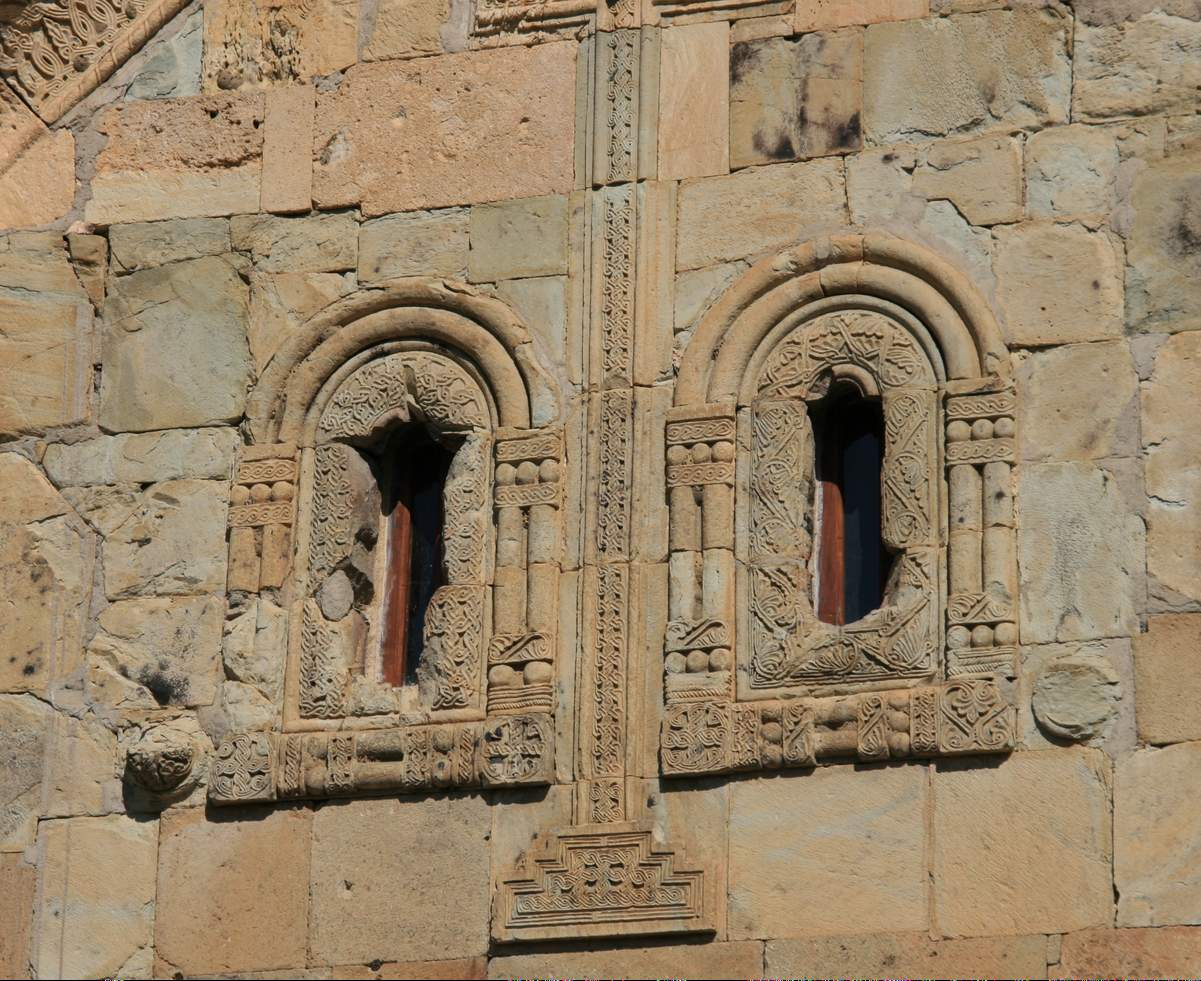
Windows on the western exterior facade.
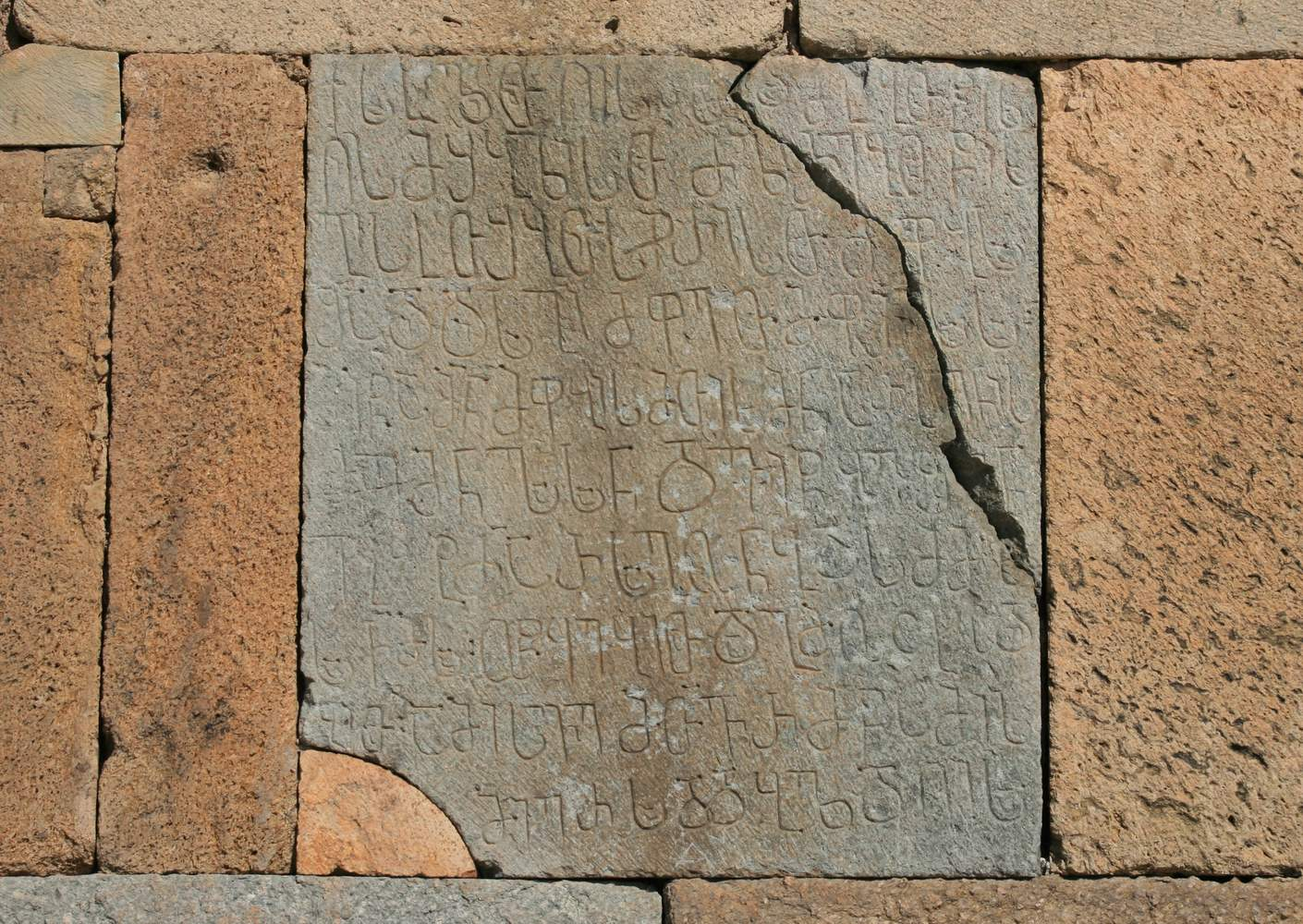
Inscription on the western exterior facade.
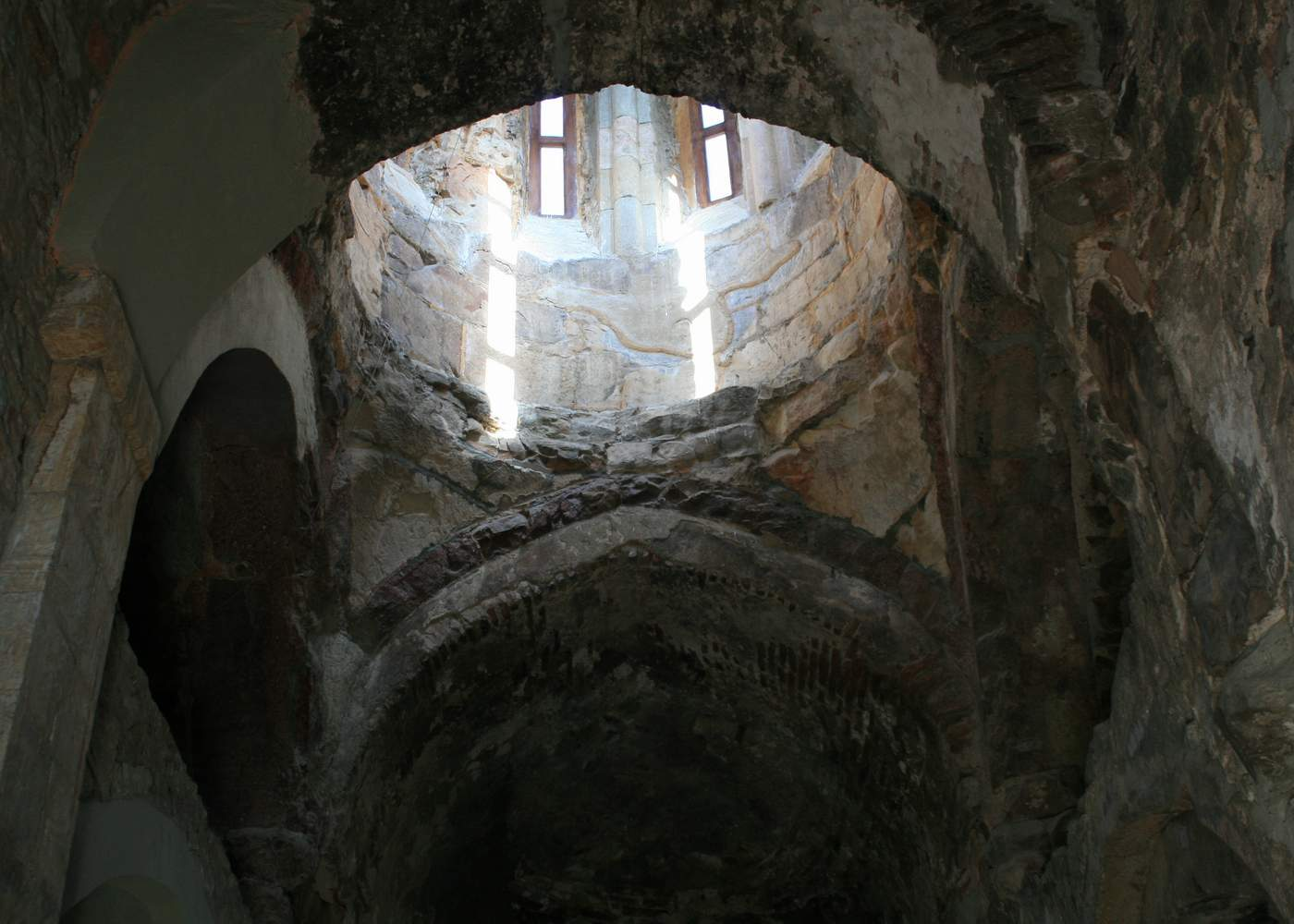
Interior of the drum.